# Kratka (film)
Kratka – polski film obyczajowy wyprodukowany w 1996 roku w reżyserii Pawła Łozińskiego.

## Opis fabuły
W centrum Warszawy spotykają się dwie osoby – 10-letni Sebastian i emeryt, Eugeniusz. Obaj spostrzegają 500-frankowy banknot, zgubiony przez Francuzów.

## Obsada
- Jerzy Kamas – Eugeniusz
- Michał Michalak(inne języki) – Sebastian
- Jadwiga Bukowska – babcia Sebastiana
- Jolanta Czaplińska – kierowniczka kawiarni
- Jerzy Dominik – portier
- Lech Dyblik – sprzedawca żetonów
- Tomasz Grochoczyński – taksówkarz
- Zygmunt Hobot – windziarz
- Sławomir Holland – kierowca
- Joanna Kotomska – Caroline
- Ivonne Krauze – Francuzka
- Jan Krauze – Francuz
- Sławomir Orzechowski – taksówkarz
- Jerzy Pożarowski – strażnik
- Katarzyna Romańczuk(inne języki) – kelnerka
- Jacek Urlata – kolega Sebastiana
- Krzysztof Wieczorek – żebrak
- Piotr Zelt – strażnik